# B9 (empresa)
B9, ocasionalmente chamada de B9 Company ou Brainstorm9, é uma empresa brasileira de conteúdo digital, notória por sua atuação com podcasts.

## História
Fundado em novembro de 2002, B9 inicialmente teve suas ações focadas em conteúdo noticioso sobre tecnologia e criatividade. Era desenvolvido por Carlos Merigo que, em 2006, fundou um podcast chamado Braincast.
Em 2010, o B9 se tornou o projeto principal de trabalho de Carlos e, nos anos seguintes, foram lançados novos podcasts da marca, então chamada Brainstorm9. O de maior sucesso na primeira metade da década de 2010 foi o Mamilos, que fez com que Cris Bartis e Juliana Wallauer, apresentadoras do programa, também se tornassem sócias da empresa.
Ao longo dos anos, B9 se tornou uma das maiores produtoras de podcast do Brasil e vários podcasts notáveis, como AntiCast, Autoconsciente e 37 Graus chegaram a fazer parte de sua rede. Em 2019, o podcast Histórias de Ninar para Garotas Rebeldes, produzido pela B9 com o banco Bradesco, foi indicado ao Troféu APCA.

## Podcasts
Atualizado em outubro de 2020:
- Autoconsciente
- Beleza pra Quem?
- Braincast
- Caixa de Histórias
- Cinemático
- Código Aberto
- Dibradoras
- Finitude
- Gente
- História Preta
- Histórias de Ninar para Garotas Rebeldes
- Mamilos
- Mupoca
- Nada Sei
- Naruhodo
- oêa
- Põe na Estante
- Ponto de Virada
- Pouco Pixel
- Rádio Escafandro
- Saber para Incluir
- The Shift
- Zing!